# Festung Swinemünde

Festungsanlage Swinemünde

Die Festung Swinemünde ist ein ursprünglich preußisches Festungswerk an der Mündung der Swine zur Ostsee, das den Seeweg aus der Oder und der Swine in die Ostsee schützen sollte. Wegen der strategischen Bedeutung der Swinemündung wurde während des Dreißigjährigen Krieges die Swineschanze angelegt, die in den folgenden Jahrhunderten wiederholt das Ziel militärischer Auseinandersetzungen war. In der zweiten Hälfte des 19. Jahrhunderts baute die preußische Armee die Anlagen zur Festung aus. Nachdem die Festung den Zweiten Weltkrieg ohne größere Schäden überstanden hatte, setzte in der Nachkriegszeit der Verfall der nun zum Teil von der Sowjetarmee genutzten Bauten ein. Mit dem Abzug der Sowjetarmee endete Anfang der 1990er Jahre die militärische Nutzung der Festungswerke. Die erhaltenen Festungsanlagen befinden sich nordöstlich der im heutigen Polen gelegenen Stadt Swinemünde auf den Inseln Usedom und Wollin und dienen als touristische Anziehungspunkte.

## Geschichte

### Dreißigjähriger Krieg

Befestigung Swinemünde im schwedischen Militäratlas 1759

Während des Dreißigjährigen Krieges wurde Pommern 1628 durch kaiserliche Truppen besetzt. Der Oberst Hebron ordnete als Schutz gegen feindliche Truppenanlandungen die Errichtung einer Schanze beim Ort Swine an, wozu die umliegenden Orte zu Arbeitsdiensten herangezogen wurden. Dänische Truppen unter König Christian IV. eroberten Anfang August nach mehrtägigem Ansturm die mit 300 Mann besetzte Schanze. Nach der Niederlage in der Schlacht bei Wolgast zogen die Dänen jedoch wieder ab. Am 26. Juni 1630 landete die schwedische Armee unter König Gustav II. Adolf bei Peenemünde. Die kaiserlichen Truppen auf Usedom waren zahlenmäßig nicht in der Lage, die Schanzen bei Peenemünde und Swine halten zu können.
Der schwedische Generalmajor Alexander Leslie ordnete 1634 den Wiederaufbau der Swine-Schanze an. Wieder wurde die einheimische Bevölkerung zu Diensten herangezogen. Aus dem Kaseburger Wald wurde das Holz für die Palisaden geholt.
Nach dem Westfälischen Frieden gehörte der westliche Teil Pommerns mit den Oderzugängen Peenestrom, Swine und Dievenow zu Schwedisch-Pommern.

### Zweiter Nordischer Krieg
Während des Zweiten Nordischen Krieges zog ein kaiserliches Nebenkorps 1659 unter dem Generalwachtmeister von Starhemberg von Wollin aus gegen die Swinemündung. Die Schweden gaben die Schanzwerke am Wolliner Ufer auf, verstärkten aber ihre Truppen auf der Usedomer Seite. Ende September gaben die Schweden jedoch Usedom auf, dass von den kaiserlichen Truppen besetzt wurde. Am 4. November 1659 gelang den Schweden unter Carl Gustav Wrangel die Rückeroberung.

### Schwedisch-Brandenburgischer Krieg
Im Schwedisch-Brandenburgischen Krieg eroberten die brandenburgischen Truppen unter Bogislaw von Schwerin während des Pommernfeldzuges im Oktober 1675 die Swine-Schanze. Die Brandenburger besetzten die Schanzen bei Swine und Peenemünde mit kleineren Mannschaften und zogen sich in Winterquartiere außerhalb Vorpommerns zurück. Noch im Dezember 1675 landeten schwedische Truppen unter General Conrad Mardefelt auf Usedom und nahmen beide Schanzen nach mehrtägiger Belagerung ein. Mitte Januar umgingen die brandenburgischen Truppen unter Bogislaw von Schwerin die Swineschanze, in dem sie bei Kamminke das eisbedeckte Stettiner Haff überquerten. Ein direkter Angriff Schwerins auf die Swineschanze am 22. Mai 1676 blieb erfolglos. Die Schweden räumten jedoch im Juli desselben Jahres, mit Ausnahme der Peenemünder Schanze, die Insel Usedom, erhielten sie aber im Frieden von Saint-Germain (1679) zurück.
1692 wurde bei einer Besichtigung der Verfall der Swineschanzen festgestellt.

### Großer Nordischer Krieg
Im Großen Nordischen Krieg kamen die Inseln Usedom und Wollin 1713 unter preußische Sequestration. Nachdem schwedische Truppen im Februar 1715 eine kleine preußische Besatzung aus Wolgast vertrieben hatten, ließen die Preußen die Befestigungsanlagen auf Usedom verstärken und ausbauen. An den Swineschanzen mussten 600 Bauern aus dem Amt und 82 Bürger aus der Stadt Wollin arbeiten. Am 20. April 1715 landeten schwedische Truppen auf Usedom und nahmen bis zum 24. April die Schanzen bei Peenemünde, Wolgaster Fähre und Swine ein. Am 31. Juli setzten preußische Truppen unter General von Arnim von Wollin aus zur Swineschanze über und eroberten in den folgenden Wochen die Insel zurück. Im Frieden von Stockholm trat Schweden schließlich 1720 die Inseln Usedom und Wollin neben Altvorpommern an Preußen ab.

### Siebenjähriger Krieg
1746 war auf Befehl Friedrichs II. mit der Anlage des Hafenortes Swinemünde begonnen worden. Während des Siebenjährigen Krieges nahmen schwedische Truppen 1757 die Swineschanze ein, nach dem die aus preußischer Landmiliz bestehende kleine Besatzung nach Wollin ausgewichen war. Nach einem Kälteeinbruch zum Jahresende zogen sich die Schweden von der Insel Usedom zurück, um nicht durch die zufrierenden Gewässer vom Nachschub abgeschnitten zu werden. Die Anfang 1758 nachrückenden Preußen begannen im Frühjahr mit dem Instandsetzen der auch als Westredoute bezeichneten rechteckigen Swineschanze. General von Dohna ließ auf der Wolliner Seite durch den Ingenieurleutnant Löffler besondere Verschanzungen errichten. Nördlich des Dorfes Ostswine entstand die Blockhausschanze, gegenüber dem Hafen befand sich die Ostswineschanze und davon südlich die Mövenhakenschanze, die alle aus durch Faschinen gehaltenem Dünensand bestanden.
Zur Jahresmitte mussten die Preußen einen großen Teil ihrer Truppen aus Altvorpommern abziehen und nach Hinterpommern verlegen. Im Juli 1758 besetzten nachrückende schwedische Truppen unter Generalmajor von Hessenstein erneut die Insel, wurden zum Jahresende aber wieder von den Preußen zurückgedrängt. 1758 gelang es den Schweden unter Fredrik Axel von Fersen, nach Beschuss von See und von Land aus, die Westredoute einzunehmen. Anschließend richteten die Schweden ihr Geschützfeuer gegen die Schanzen auf der Wolliner Seite. Die Schanze am Mövenhaken musste, nachdem sie in Brand geschossen worden war, von den Preußen aufgegeben werden. Sie konnten jedoch die Blockhausschanze halten und von dort die schwedischen Kriegsschiffe zum Rückzug zwingen. Als am 10. September eine kleine preußische Flotte auf dem Stettiner Haff der schwedischen Schärenflotte unterlag, mussten die Preußen die Wolliner Seite aufgeben. Die Schweden besetzten die Schanzen zunächst mit eigenen Truppen, ließen die Befestigungen aber später schleifen, bevor sie 1761 endgültig die Insel verließen.

### Koalitionskriege
Während des Zweiten Koalitionskrieges trat Preußen Ende 1800 dem gegen Großbritannien gerichteten Bündnis der „bewaffneten Seeneutralität“ bei. Die Swinemünder Schanze wurde 1812 wieder aufgebaut und mit Festungsgeschützen bewaffnet. Nach dem Ende der Koalitionskriege verfiel sie.
1812 ließ das mit Frankreich verbündete Preußen seine Küstenbefestigungen ausbauen, um gegen mögliche russische oder britische Flotten gesichert zu sein. Bei Swinemünde wurden Küstenschanzen angelegt.

### Ausbau zur Festung

Festungsanlage Swinemünde

Festungsanlage Swinemünde von See aus gesehen, Mitte Werk I, rechts Engelsburg

Ab 1848 wurde für den Schutz der Swine-Mündung der Bau der Befestigungsanlagen von Swinemünde befohlen und ausgeführt. Von 1852 bis 1857 war Franz von Kleist Festungsbaudirektor, der die Anlagen nach der neupreußischen Befestigungsmanier gestaltete.
Begonnen wurde mit dem Werk I auf der Ostseite der Swine und mit der Engelsburg, später als Werk III bezeichnet, auf der Westseite. Diese Anlagen wurden 1848 bzw. 1854 bis 1858 erbaut.
Ab 1856 war eine ständige Garnison als Besatzung der Festungswerke erforderlich, die bis 1859 durch eine Kompanie des 2. Jägerbataillons gewährleistet wurde. Von 1860 bis 1864 übernahm ein Bataillon des 2. Grenadier-Regiments diese Aufgabe. 1863 wurde Swinemünde zur selbständigen Festung 3. Klasse erklärt. Während des Deutsch-Dänischen Krieges musste ein Teil der preußischen Flotte in Swinemünde Zuflucht suchen und wurde hier von dänischen Schiffen blockiert.
Die schnell fortschreitende Modernisierung des Geschützwesens machte eine erneute Modernisierung der Geschützstellungen und der gesamten Anlagen notwendig. Von etwa 1870 bis 1880 wurden sie modernisiert.
Werk I
Das Werk I wurde in Halbkreisform mit der Ausrichtung nach Osten zwischen 1848 und 1860 errichtet und bestand aus Wällen und vorgelagerten Gräben. Eine Zentralstellung an der Swine war eine Geschützstellung zur Sicherung der Seeeinfahrt, diese war ein zwei- bis dreigeschossiges Backsteingebäude, wie in der Lithografie dargestellt. Das Fort hatte als Einbauten dieses große trapezförmige Gebäude mit Geschütztraversen und Kasematten für die Mannschaften und das Geschützmaterial unter den Außenwällen. Das Fort I wurde in den 1970er Jahren im Zusammenhang mit der Erweiterung des Hafens von Świnoujście gesprengt und abgerissen.
Werk II

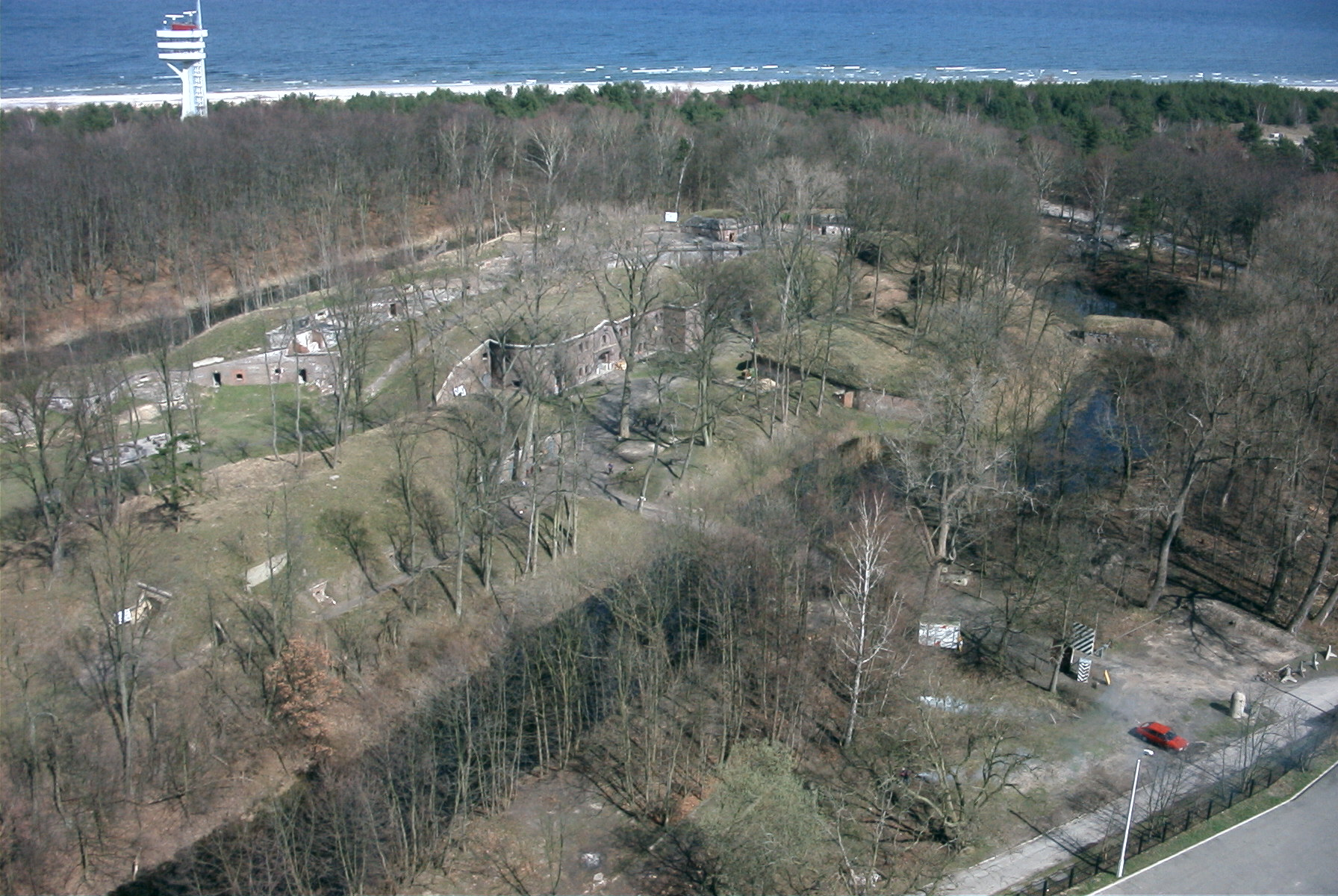
Swinemünde Ostfort – Werk II.

Bereits seit 1848/49 lief die Planung für den Bau der Anlagen einschließlich des 1859 beendeten Baus von Werk II. Dieses Fort mit dem Namen „Gerhard“ war zuerst für den Kreisbeschuss ausgelegt und erhielt dann aber zusätzliche Anlagen in Richtung Swine. Es sollte die Swine-Einfahrt sowie gegen Seeanlandungen schützen.
1877 wurde das Fort Gerhard – Werk II – umfassend ausgebaut. Es entstanden große gedeckte Munitionsbunker, Kasernenbauten und das Stabsgebäude. Die Geschützstellungen auf den Traversen wurden erneuert.
Werk III (Fort Aniola)

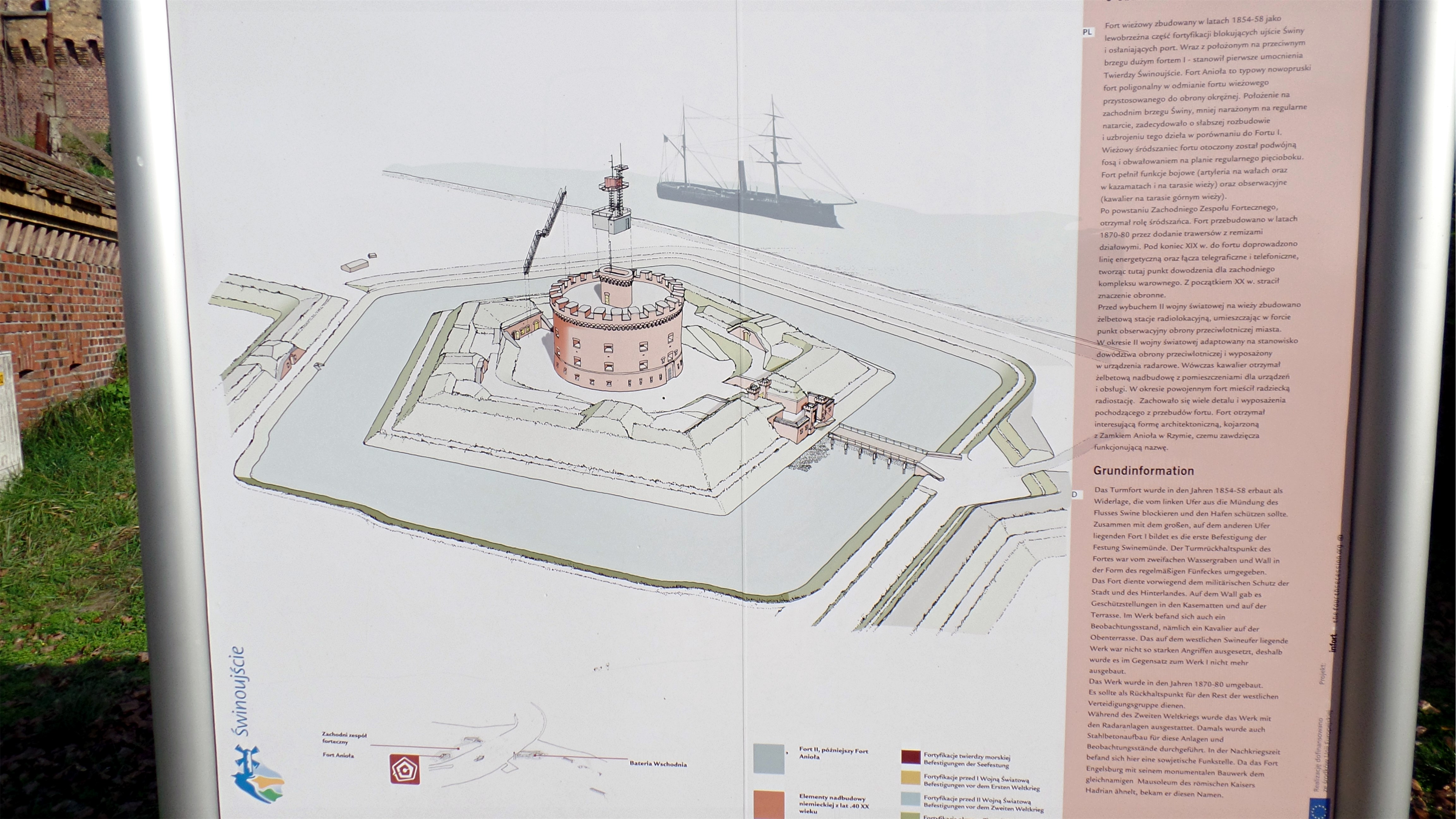
Infotafel vor Werk III

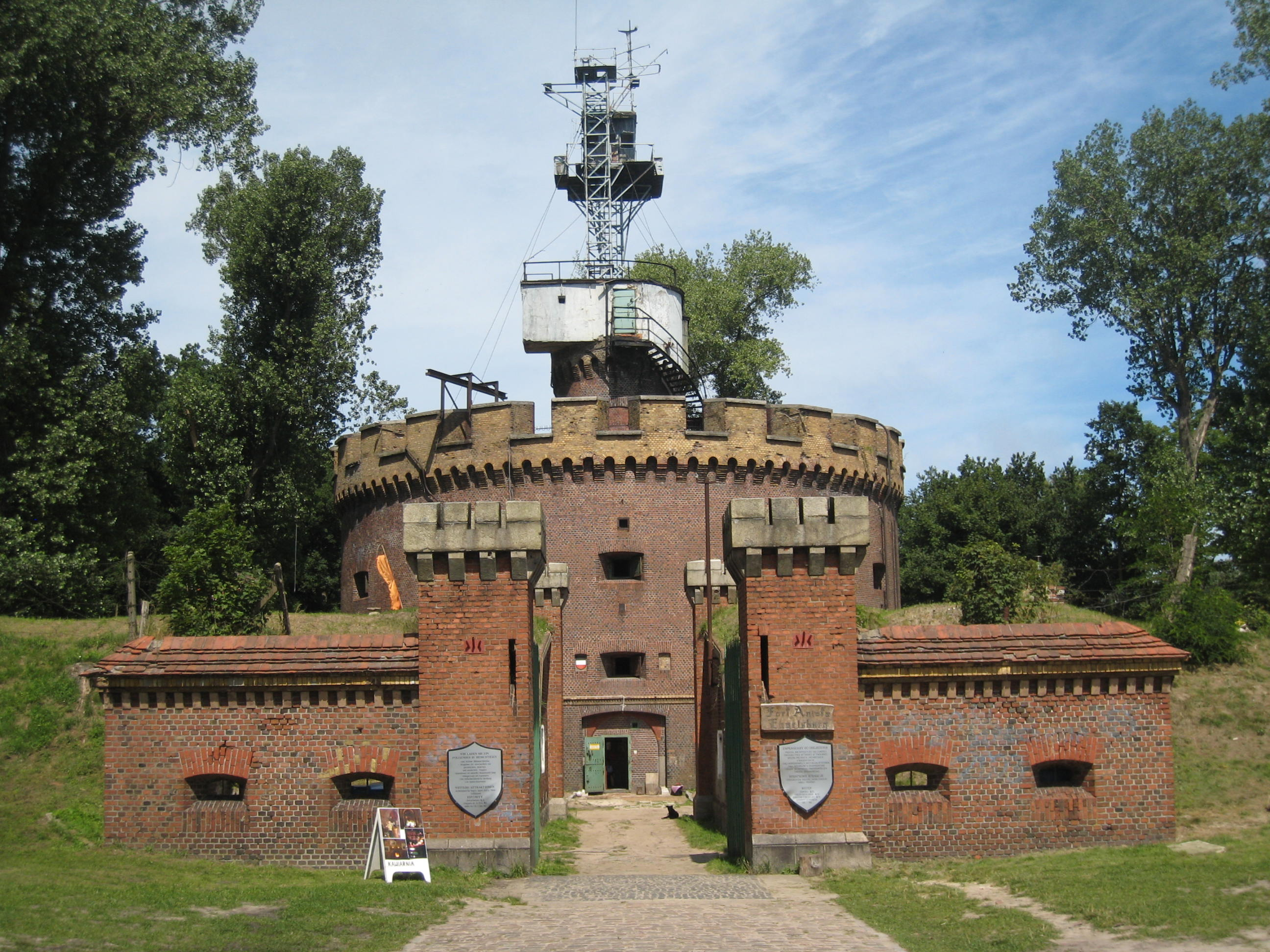
Die Engelsburg in Swinemünde – Werk III.

Das Werk III – Engelsburg – wurde mit Gräben und Wällen in Form eines Fünfecks angelegt. Im Zentrum wurde ein stufenförmiges Backsteinturmgebäude errichtet, das seinen Namen von der ähnlichen Form der Papstburg in Rom hat. Im Obergeschoss wurde ein Beobachtungs- und Befehlsstand für die gesamte Befestigung Swinemündes eingerichtet. Auf den Wällen und auf den Terrassen des Zentralturmes befanden sich die Geschützstellungen. In den Wällen befanden sich die Kasematten für Mannschaft und Munition. Im Turm war auch die Wohnung des Festungskommandanten. Dieser Festungsteil diente dem Schutz der Stadt und des Hinterlandes.
Werk IV (Fort Zachodni)

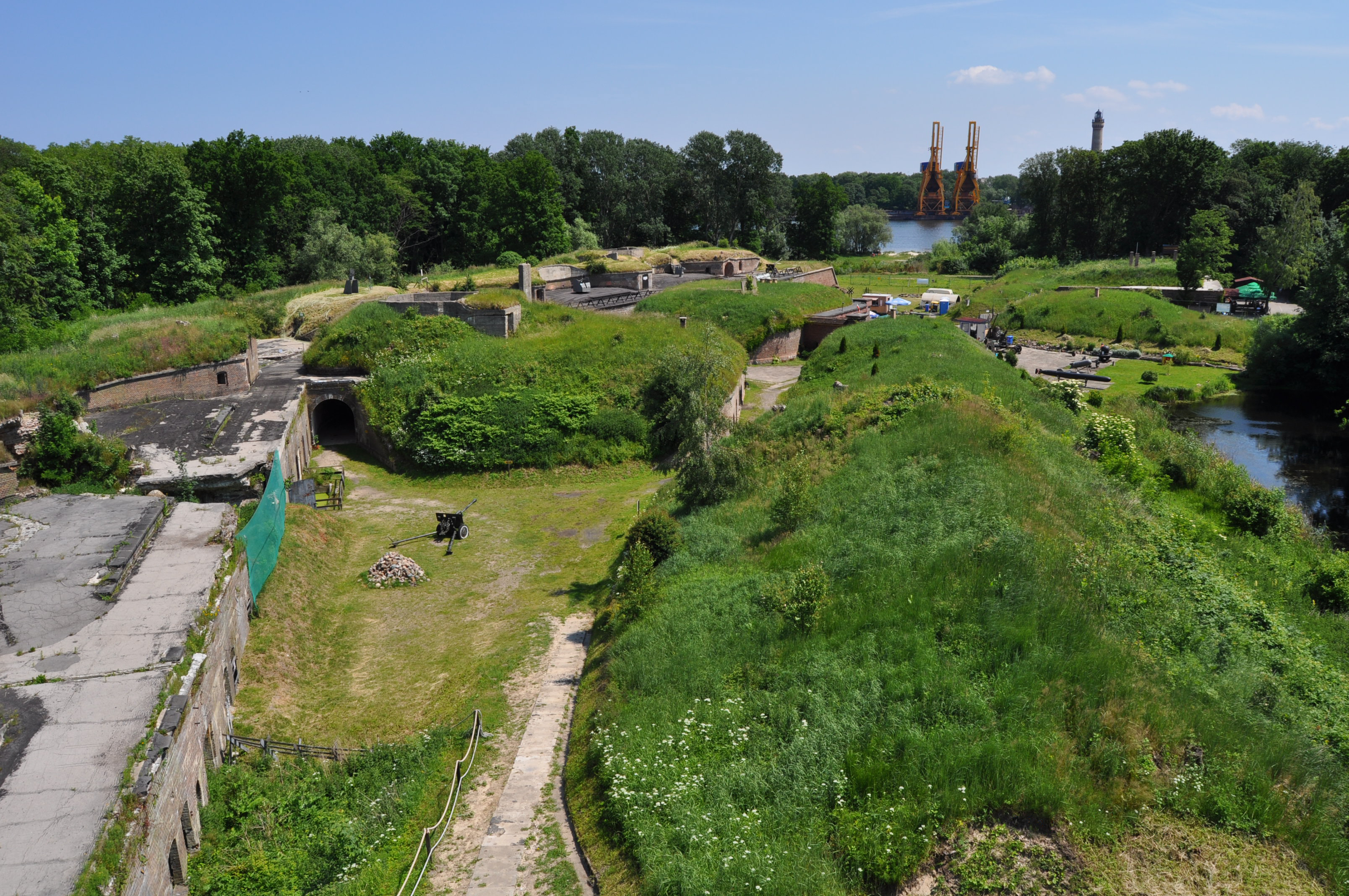
Swinemünde Westfort – Werk IV.

Der Bau von Werk IV begann 1856, sowie 1861 und 1863 der umfassende Ausbau des Fortes „Redoute“, wie es auch genannt wurde. Nach dem Ausbau nannte es sich Batterie „A“. Seine Geschützstellungen auf den Traversen waren gegen See ausgerichtet. Es besaß Wassergräben, Wälle und Kasematten.
Hier die geschichtliche und technische Information:
- Bautyp – Küstenbatterie
- Baujahr – 1856–1861

Name:
- 1856–1861 – Werk IV
- 1863–1878 – Batterie A
- 1878–1939 – Westbatterie
- 1939–1945 – Batterie „Henningsen“, benannt nach dem 1939 auf der Westerplatte umgekommene Chef der Marinestoßtruppkompanie, Oberleutnant Wilhelm Henningsen
- 1946–1961 – 485. Sowjetküstenbatterie
- Heute: - Fort Zachodni

Bewaffnung:
- 1856–1878 – leichte Feldartillerie
- 1878–1919 – 4 Kanonen 21 cm Krupp
- 1919–1935 – 2 Flak 8,8 cm
- 1935–1942 – 4 Kanonen 15 cm S.K.L/45
- 1942–1945 – 4 Kanonen 15 cm S.K.C/28

1 Kanone 127 mm S.K.C/34
1 Zwillingsflak 37 mm
1 Vierlingsflak 20 mm
- 1946–1961 – 3 Kanonen 127 mm Mk.30[18]

1878–1887 wurde die Redoute – Werk IV – umfassend modernisiert. Der gesamte Nordwall wurde mit großen, gut ausgebauten Kasematten unterbunkert. Es entstand ein gedeckter Alarmhof.
Riegelbau

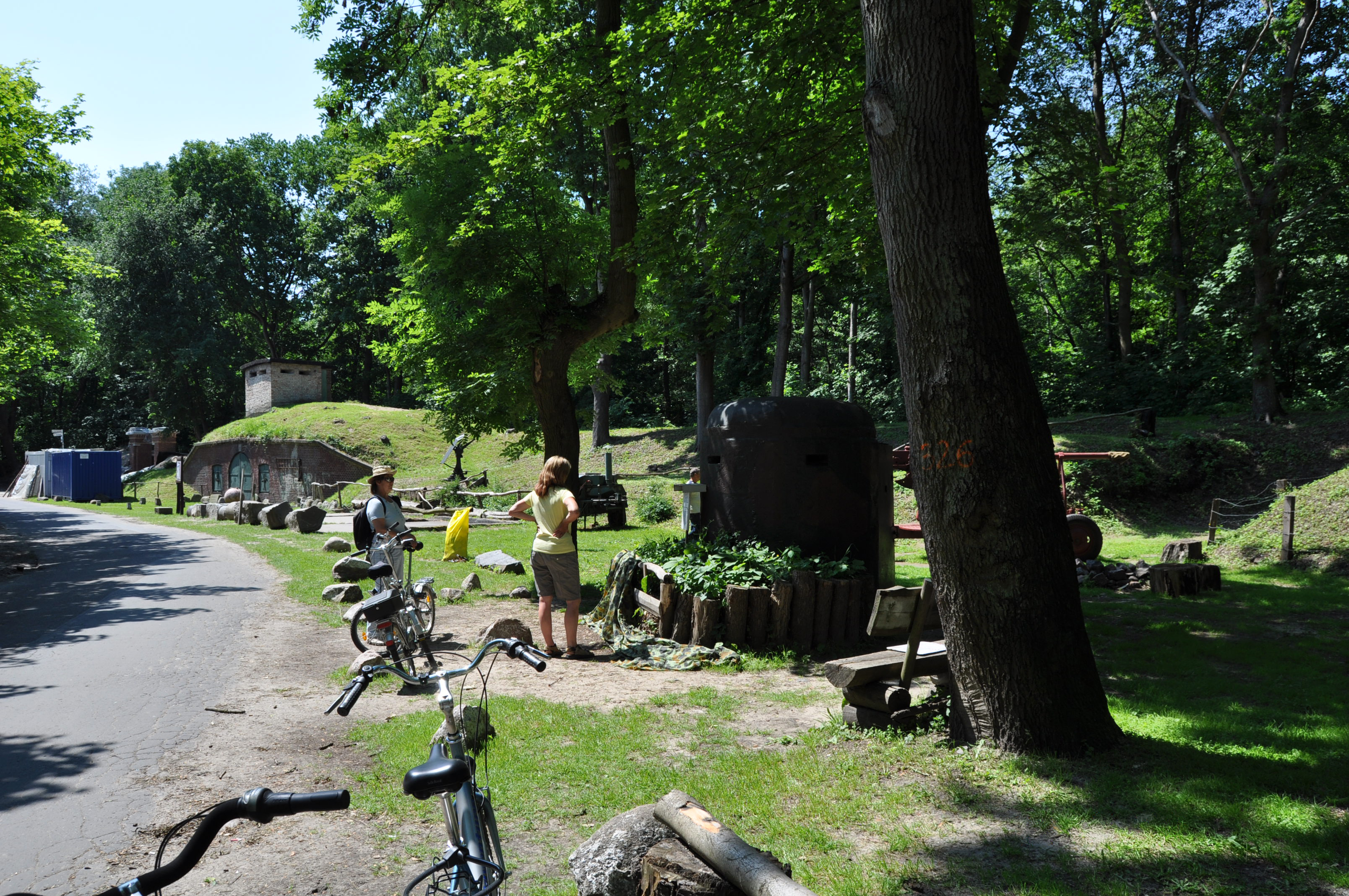
Riegelbau der Festung Swinemünde

1863 begann der Neubau des Verbindungswerkes zwischen der „Engelsburg“ – Werk III und der „Redoute“ – Werk IV mit Wassergräben und Wällen in Richtung West. Auch dort wurden Kasematten für Besatzung und Munition eingearbeitet und über den Graben führte ein Tor mit Zugbrücke in Richtung Stadt, da die Verbindung südwärts entlang der Swine durch den Westernothafen gesperrt war.

### Zweiter Weltkrieg
Im Zweiten Weltkrieg veränderte sich der Zweck der Festungsanlage sehr stark. Die Bauten blieben überwiegend unverändert, die Artillerie wurde aber grundlegend geändert. Weit reichende Artillerie Richtung See und die Fliegerabwehr waren wesentliche Neuerungen. Auf der Engelsburg wurde ein Radarturm aufgestockt. Am westlichen Ende des Werkes IV entstand 1941 der Betonturm als Beobachtungs- und Befehlsstand.
Werk IV wurde jetzt „Batterie Henningsen“ genannt.
Als im Laufe des Krieges eine Seeanlandung recht unwahrscheinlich wurde, wurde die Festungsartillerie zu Gunsten des Atlantikwalles ausgedünnt. Gegen Ende des Zweiten Weltkrieges wurde die Stadt bombardiert, weil sich hier ein bedeutender Stützpunkt der deutschen Marine befand. Am 12. März 1945 flogen 200 Bomber der 8th Air Force vom Typ B 17 und B 24 einen Angriff auf die zu dieser Zeit mit Flüchtlingen überfüllte Stadt. Laut Rolf-Dieter Müller vom Militärgeschichtlichen Forschungsamt gab es 3.000 bis 4.000 Tote, Helmut Schnatz kommt in seiner Analyse auf 4.500. Die von manchen Medien aufgegriffene Zahl von 23.000 Toten bewertet Schnatz als Teil einer erst ab den 1990er Jahren kursierenden, einer Überprüfung nicht standhaltenden „Legendenbildung“. Auch Müller bezeichnet sie als nicht haltbar. Die meisten Opfer wurden auf dem nahen Golm in Massengräbern beigesetzt. Die Luftabwehr der Festung, die sehr stark aufgerüstet war, konnte wegen der fehlenden Unterstützung durch die Luftwaffe nicht viel ausrichten. 55 Prozent der Stadt lagen nach dem Luftangriff in Schutt und Asche.
Die 617. Staffel der Royal Air Force führte im April 1945 drei Luftangriffe auf den südlich von Swinemünde in der Kaiserfahrt liegenden Schweren Kreuzer Lützow aus. Nachdem Angriffe am 13. und 14. April wegen schlechter Wetterbedingungen erfolglos geblieben waren, gelang am 16. April 1945 18 Bombern des Typs Avro Lancaster, begleitet von polnischen Jägern des Typs Mustang, mit 14 schweren Bomben des Typs „Tallboy“ (je 5,5 Tonnen) und 48 leichteren Bomben (je 500 kg) die Versenkung der „Lützow“. Der Bomber mit der Nummer NG 228 stürzte in einem Wald im südlichen Teil der Insel Kaseburg ab. Auf der heute Karsibór genannten Insel erinnert ein Denkmal an die bei dem Angriff auf den Kreuzer umgekommenen britischen Piloten.
Während des Krieges wurden die Befestigungsanlagen fast nicht beschädigt. Erst der Baumaterialmangel in den 1960er Jahren brachte ihrem Mauerwerk größeren Schaden.

### Ab 1945
Gegen Ende des Zweiten Weltkriegs besetzte die Rote Armee Swinemünde. Sie machte den gesamten Hafen, den Kurpark und die Festungsanlagen bis 1961 zum Sperrgebiet. Die Engelsburg, Teile des Kriegshafens und die Kasernen im Westrand der Stadt Świnoujście waren noch bis 1992 durch die Sowjetarmee besetzt.
Im Potsdamer Abkommen war von den Siegermächten die deutsch-polnische Grenze festgelegt worden. Im Bericht über die Drei-Mächte-Konferenz heißt es u. a., dass – „. . .die Westgrenze Polens . . . östlich einer Linie von der Ostsee unmittelbar westlich von Swinemünde und von dort die Oder entlang verläuft …“. Am 6. Oktober 1945 erfolgte dann von den inzwischen neugebildeten deutschen Behörden die offizielle Übergabe der Stadt an die polnische Verwaltung. Die Ausweisung der noch in der Stadt verbliebenen oder nach Kriegsende zurückgekehrten deutschen Bevölkerung setzte ein.

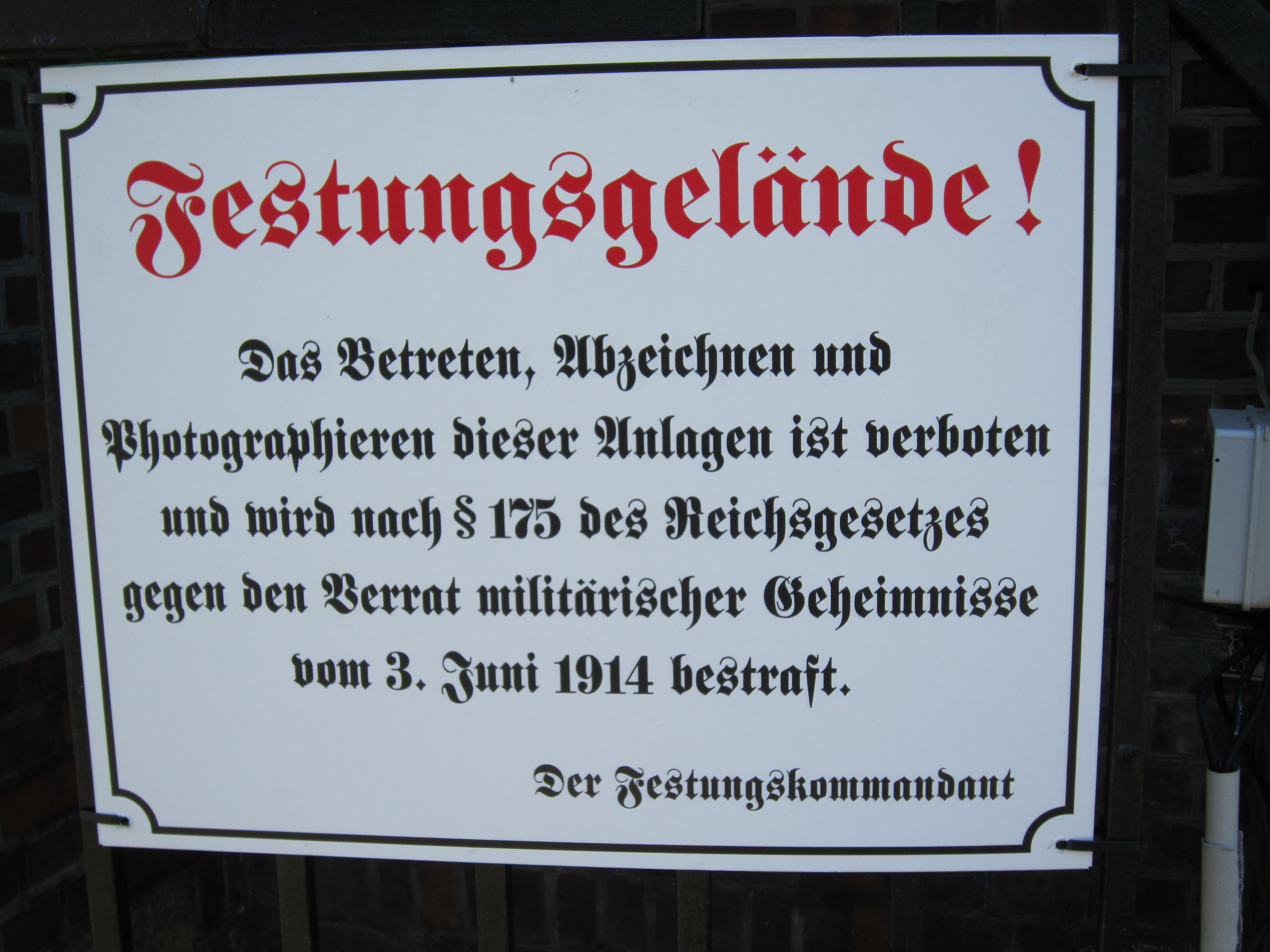
Umgestaltung des Forts IV zu einer Touristenattraktion: Reproduktion eines Verbotsschildes aus der Zeit des Deutschen Reiches

Die letzten Swinemünder, die als ortsansässiges Fachpersonal bei der Baltischen Rotbannerflotte beschäftigt waren, wurden im Januar 1951 ausgesiedelt.
Bis 1957 war die Stadt in einen sowjetischen und einen polnischen Bezirk aufgeteilt, in den die polnische Bevölkerung nur zögernd einwanderte. Die letzten sowjetischen Flotteneinheiten und ihre Dienststellen zogen Ende 1992 endgültig ab und Polen konnte über das ganze Stadtgebiet verfügen.
Die Anlagen der Festung waren nach dem Abzug der Sowjetarmee 1961 bzw. 1992 weitestgehend unbenutzt. Sie wuchsen langsam zu und gerieten ins Vergessen. Erst nach 2000 begannen Freilegungen und die Grenzöffnung nach Deutschland machte sie dann für den Tourismus interessant. Die Anlagen wurden mit Ausnahme des beseitigten Werks I beräumt und wieder zugänglich gemacht, Ausstellungsmaterialien wurden in den Gebäuden gesammelt, die öffentlich zugänglich gemacht wurden.
Heute präsentieren sich die Befestigungen Werk II „Fort Gerhard“, Werk III „Engelsburg“ und Werk IV „Redoute“ überwiegend gut gepflegt und hergerichtet als touristische Anziehungspunkte in Świnoujście. Sie werden museal und gastronomisch genutzt.

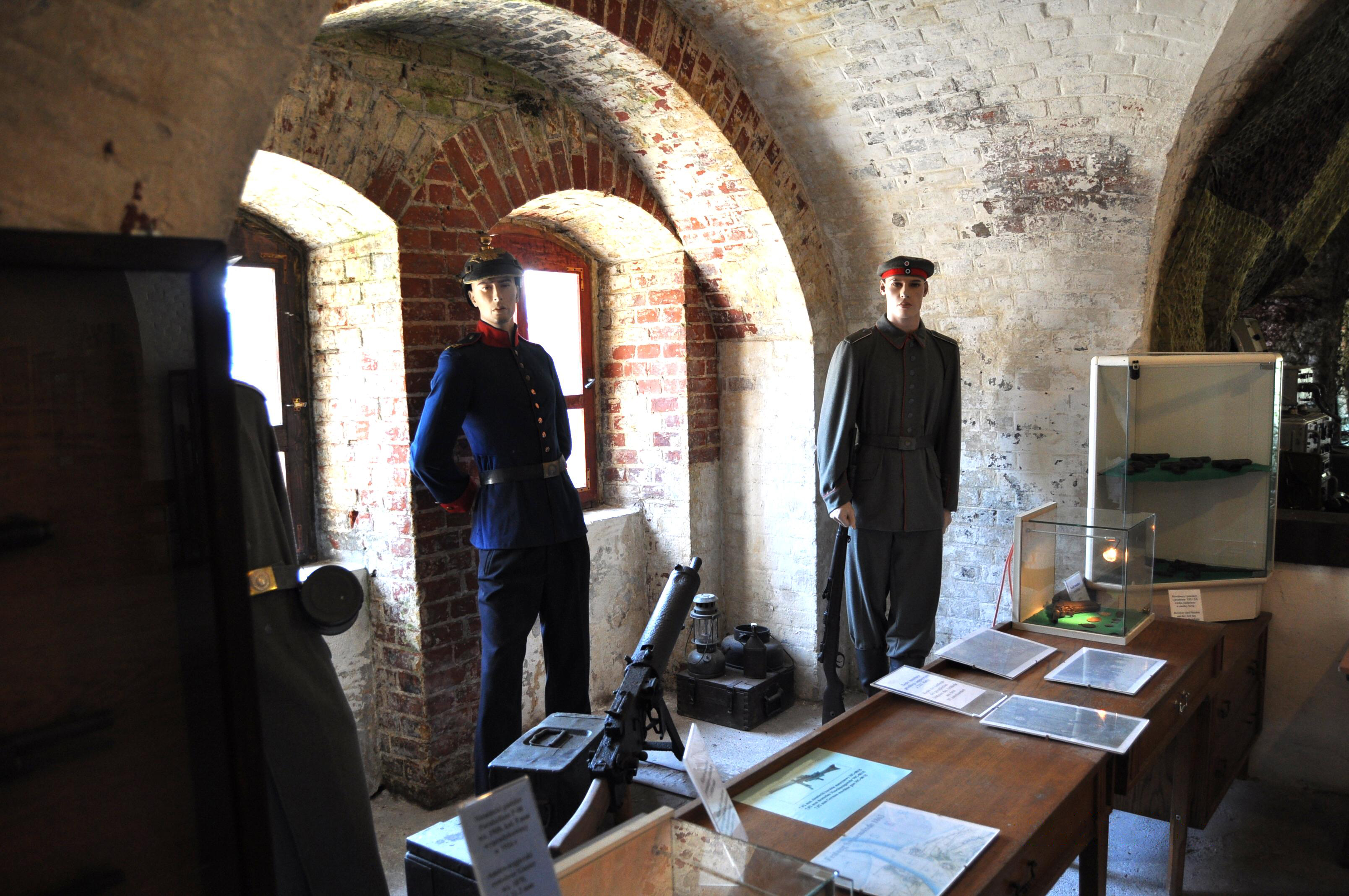
Königlich preußische Soldaten in der Festung Swinemünde
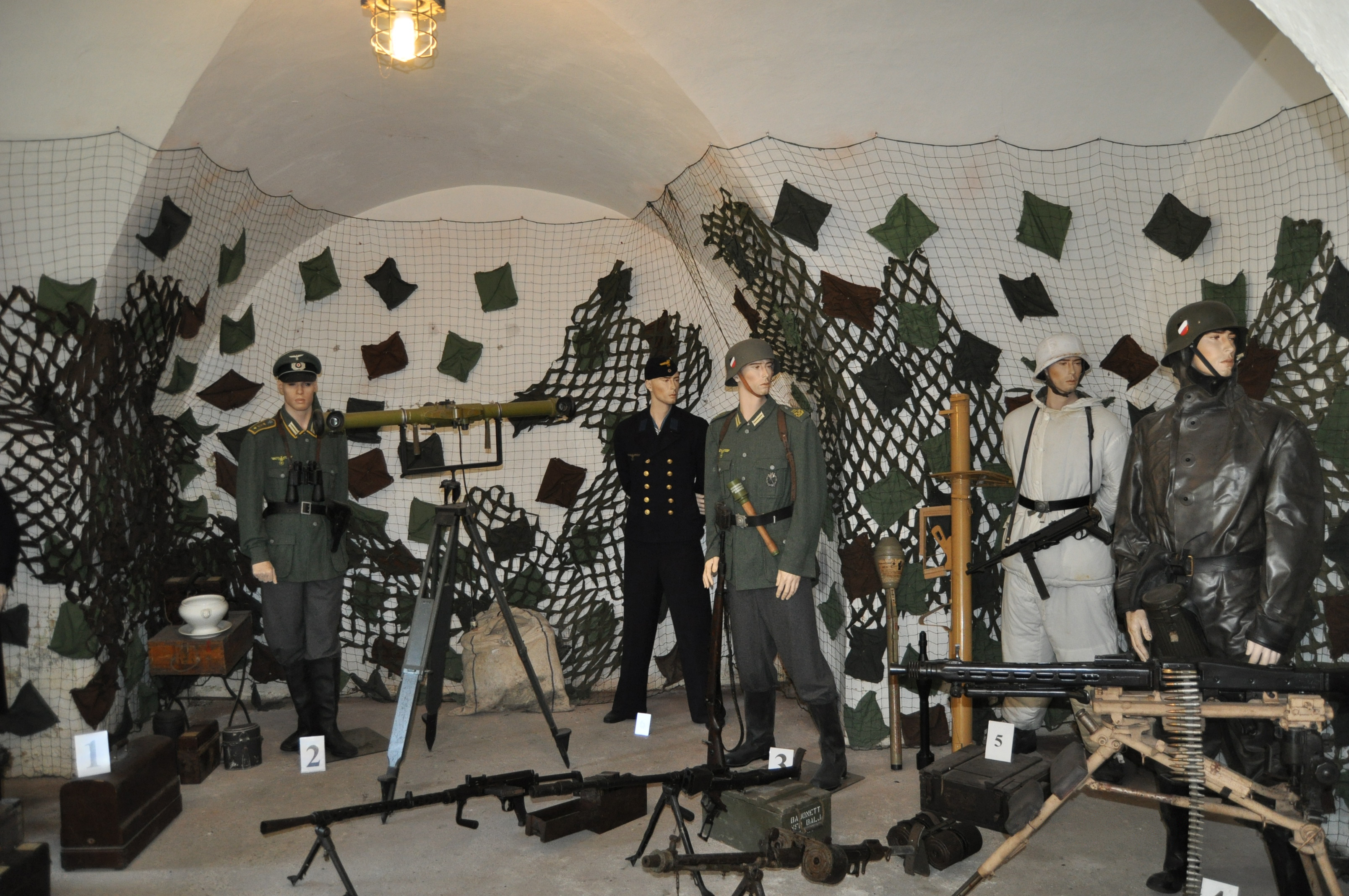
Festung Swinemünde Wehrmacht 1939–1945
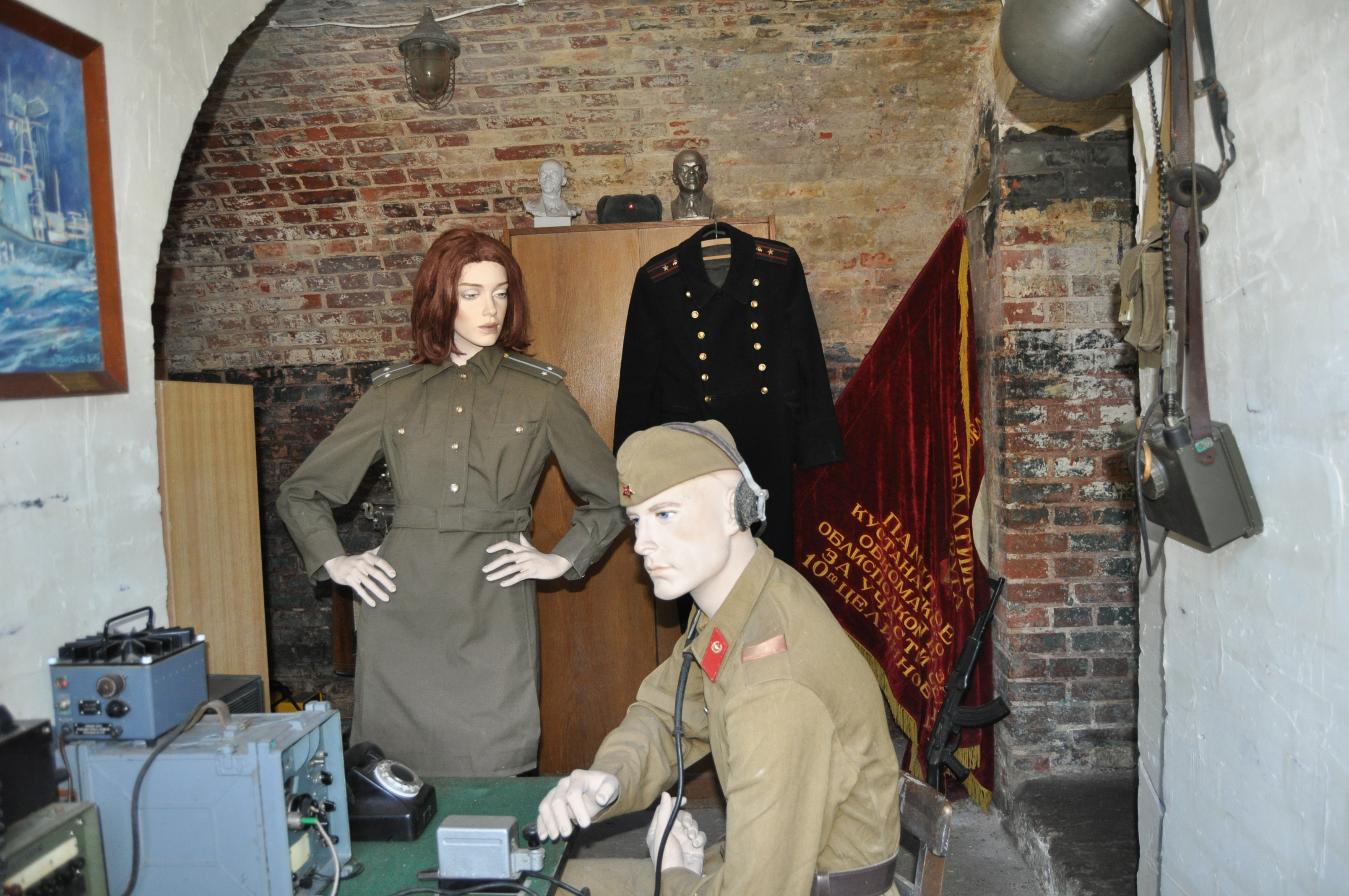
Die Rote Armee in der Festung Swinemünde 1945–1992
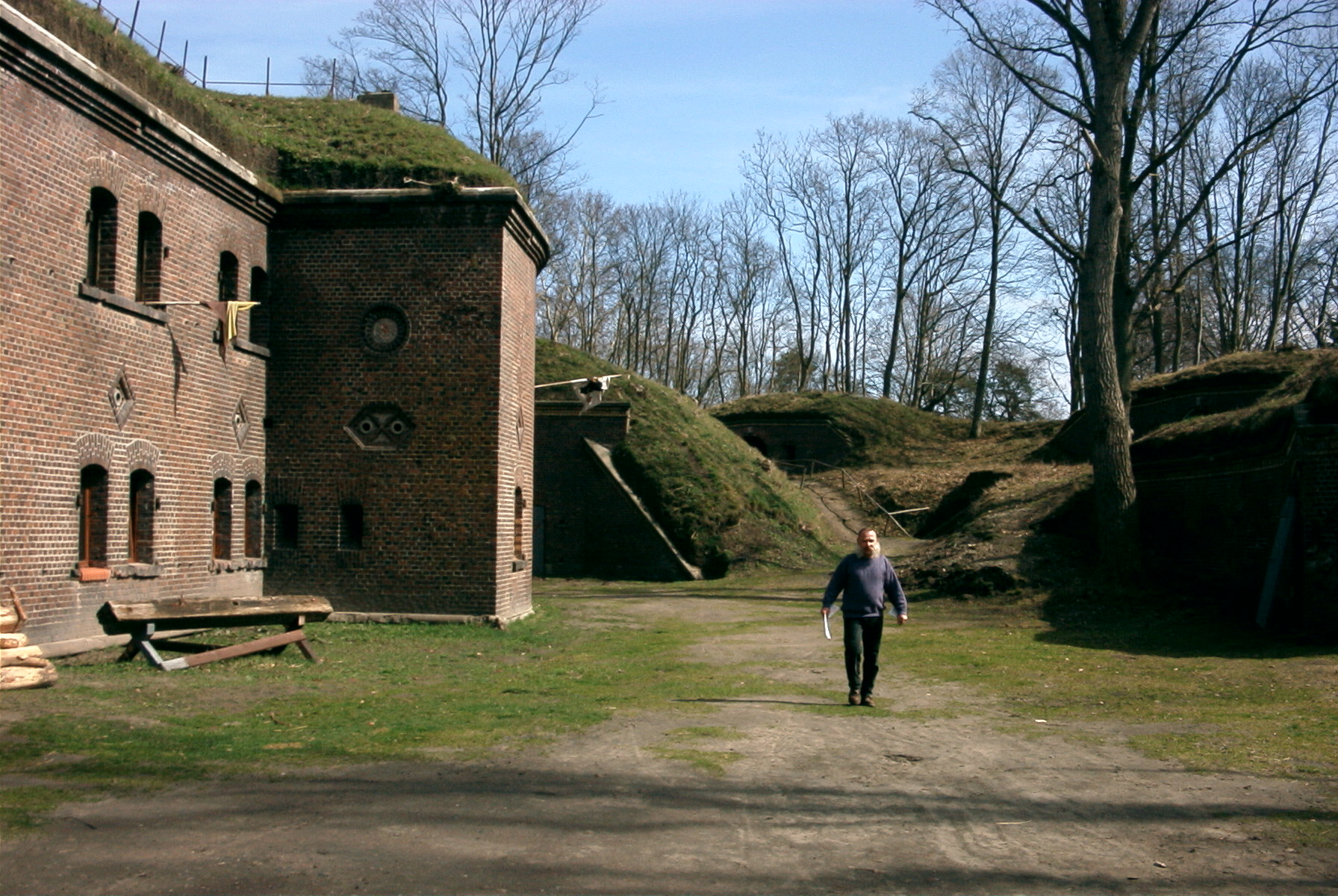
Fort Gerhard – Swinemünde – mit poln. „Festungskommandanten“
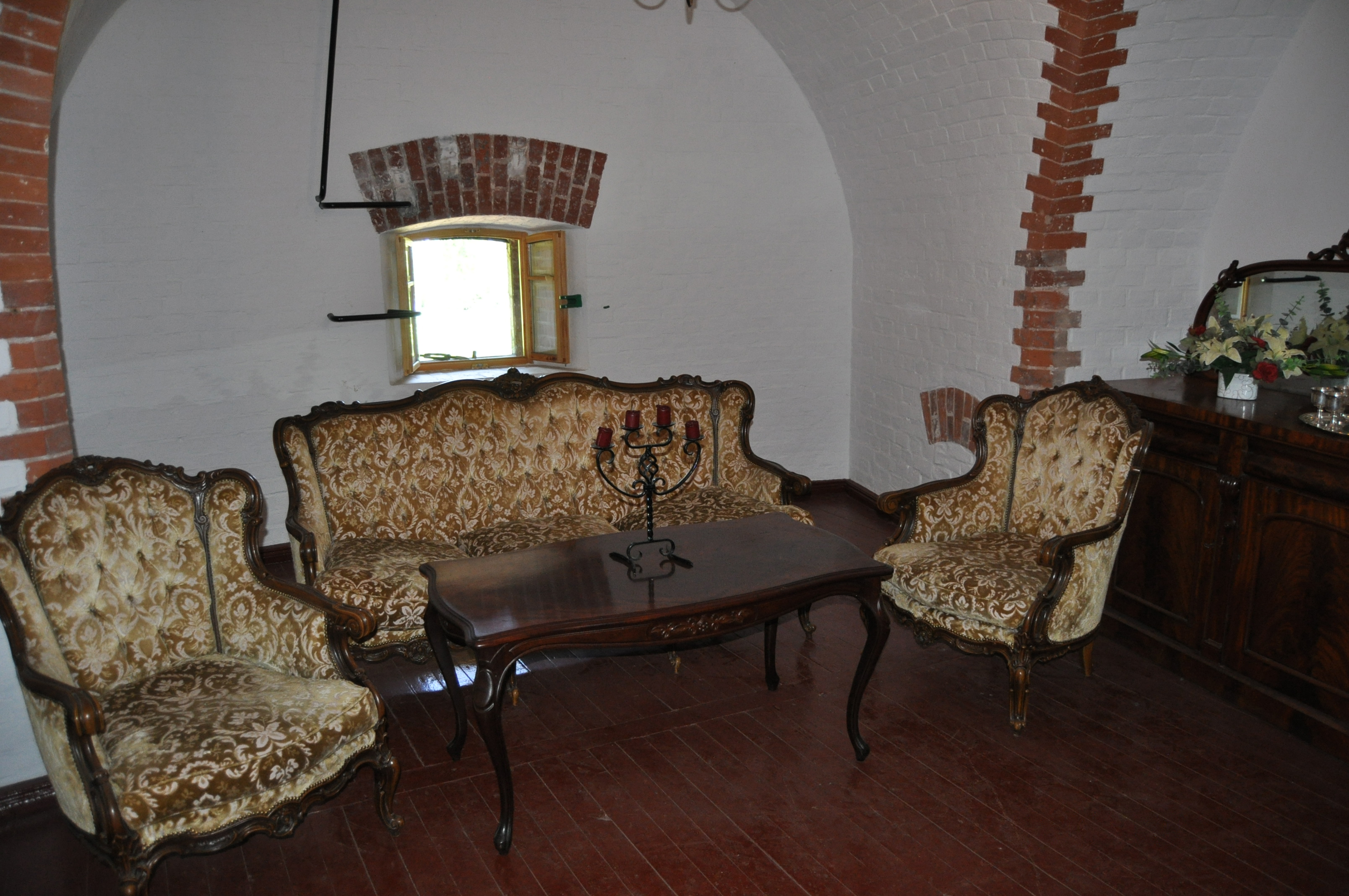
Kommandantenwohnung in der Engelsburg
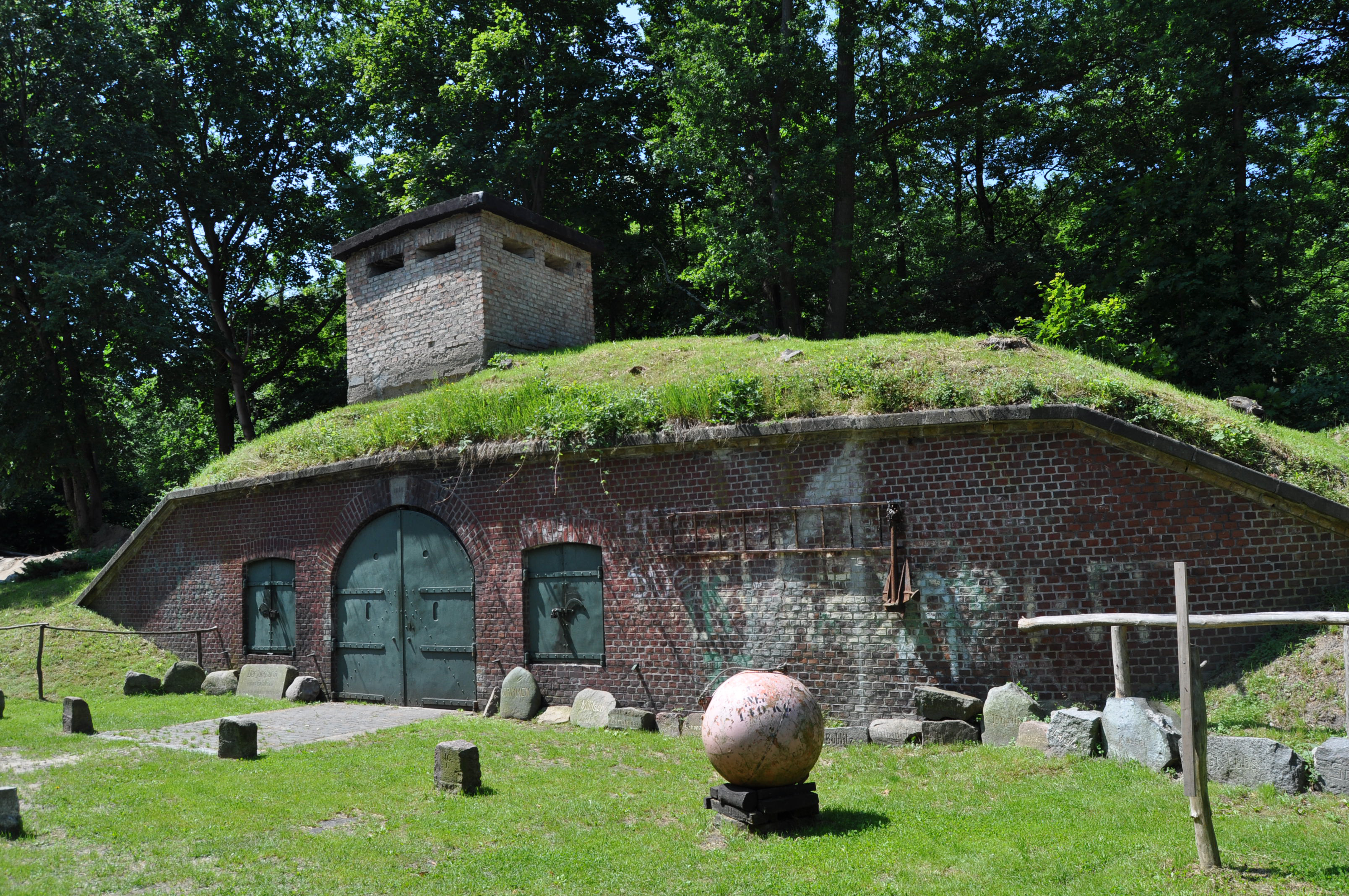
Kasemattenbunker in der Riegelstellung
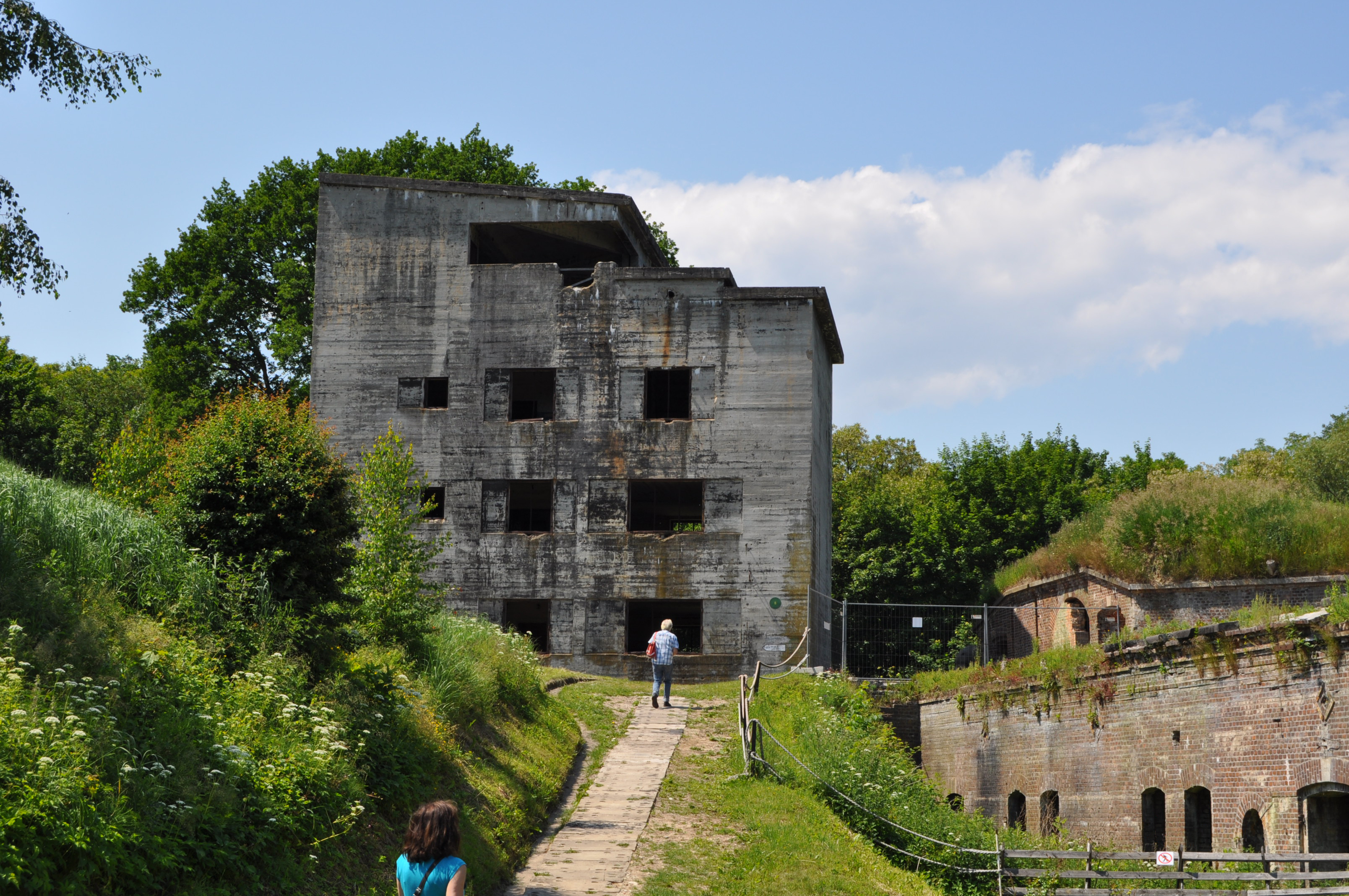
Hochbunker (l.) und Kasematten (r.) in Batterie Henningsen